# Сиуански народи
Сиуански народи су породица северноамеричких домородачких народа, који говоре језицима из сиуанске породице језика. Насељавају државе америчког средњег запада и преријске провинције Канаде, а могу се наћи и у источним државама САД, као што је Вирџинија.
У 17. и 18. веку насељавали су прерије од реке Мисисипи до Стеновитих планина. Потичу из подножја Апалачких планина, а преци су им живели и у области Великих језера одакле су их протерали алгонквински народи. Асинибојни су били први сиуански народ који је напустио источне шуме и населио се у области Велике равнице. Данас су Сијукси, један од народа из ове породице, насељени у америчким државама Минесота, Северна Дакота, Јужна Дакота и Небраска.
По сиуанским народима, имена је добило неколико америчких држава. У САД данас живи око 100.000 припадника сиуанских народа.

## Класификација
Сиуански народи се према језицима који говоре деле на:
- Западносиуански народи
  - Централносиуански народи (сиуански народи долине Мисисипија)
    - Мичигамеја ?
    - Дакота народи
      - Сијукси
      - Асинибојни
      - Стоуни

    - Дегиха народи
      - Омаха
      - Понка
      - Канза
      - Осејџи
      - Квапо (Арканзас)

    - Чивере-винебаго народи
      - Чивере народи
        - Ајова
        - Ото
        - Мисури

      - Винебаго

  - Кроу-Хидаца народи
    - Кроу (Вране)
    - Хидаца (Гровантри Мисурија)

  - Мандани
    - Мандани

  - Југоисточносиуански народи (сиуански народи долине Охаја)
    - Вирџинијски сиуански народи (тутело)
      - Тутело-сапони
        - Тутело
        - Сапони
        - Оканичи
        - Манахок
        - Монакан

      - Монетон

    - Мисисипијски сиуански народи (офско-билоксијски народи)
      - Офо
      - Билокси
- Источносиуански или катобски народи
  - Катоба
  - Вокон (Вакамо)